# Oulad Aamer
Oulad Aamer (en àrab أولاد عامر, Ūlād ʿĀmir; en amazic ⵡⵍⴰⴷ ⵄⴰⵎⵔ) és una comuna rural de la província d'El Kelâa des Sraghna, a la regió de Marràqueix-Safi, al Marroc. Segons el cens de 2014 tenia una població total de 7.015 persones.